# Jacobus Houbraken
Jacobus Houbraken (25. prosince 1698, Dordrecht – 14. listopadu 1780, Amsterdam) byl nizozemský rytec.

## Život
Vše co mu jeho otec Arnold Houbraken (1660–1719) odkázal, byla silná konstituce a láska k práci. V roce 1707 přesídlil do Amsterodamu, kde roky neustále bojoval s obtíži. Umění rytí zahájil studiem prací Cornelia Corta, Jonase Suyderhoefa, Gerarda Edelincka a Johna Visscherse.
Věnoval se téměř výhradně portrétování. Mezi jeho nejlepší díla patří scény z komedie „De Ontdekte Schijndeugd“, provedené v 80. letech po Corneliu Troostovi. Houbraken také ryl portréty historické práce svého otce De Groote Schouburgh der Nederlantsche konstschilders en schilderessen (1718–1721) a také portréty pro Jan van Goolovu Nieuwe schouburg der Nederlantsche kunstschilders (Haag 1750–51).